# Raymond Villeneuve
Pour les articles homonymes, voir Villeneuve.
 (décembre 2016).
Raymond Villeneuve, né le 11 septembre 1943, est l'un des trois fondateurs du Front de libération du Québec et le fondateur du groupuscule indépendantiste québécois Mouvement de libération nationale du Québec.

## Biographie
Il devient indépendantiste à 16 ans, après avoir entendu un discours de Raymond Barbeau, un des premiers meneurs nationalistes québécois modernes, et fait la promotion de l’indépendance auprès de ses camarades de classe de l’école secondaire de Saint-Stanislas ou il était président de l'association étudiant. Par la suite, au début des années 60, il commence à militer dans des mouvements indépendantistes de gauche comme l’Action socialiste pour l'indépendance du Québec (fondée en 1960 par Raoul Roy), le Rassemblement pour l'indépendance nationale (RIN) et le Parti social-démocrate (devenu le Nouveau Parti démocratique en 1961).
Impatient d’agir et jugeant que les choses n’avancent pas assez vite il adhère au Réseau de résistance, formé à l’automne 1962 par des militants du RIN et qu’on peut considérer comme le précurseur du FLQ. Ce réseau organise des actions plus radicales (badigeonnages de symboles coloniaux, vols de drapeaux canadien et incendie criminel) et attaque le 23 février 1963 un poste de radio anglophone au moyen d’un cocktail Molotov avant de se dissoudre croyant le groupe infiltré par un agent provocateur à la suite de la réception d'une lettre destinée aux membres du Réseau qui affirme : « si vous ne cessez pas vos activités, la police s'en chargera... ».
Avec ses camarades du RR, Gabriel Hudon et Georges Schoeters, Raymond Villeneuve crée le Front de libération du Québec, fin février 63. C’est lui-même qui aurait trouvé le nom du nouveau mouvement. Le FLQ commence à passer à l’action dans la nuit du 7 au 8 mars 1963, alors que trois bombes incendiaires sont lancées dans trois casernes militaires de Montréal. C’est le début de la lutte armée pour l’indépendance du Québec. Certains attentats seront spectaculaires, comme ceux de Westmount, alors que dix bombes sont déposées dans des boîtes aux lettres. Un autre coûtera la vie à un gardien de sécurité d’un centre de recrutement de l’armée canadienne.
Le 16 avril 1963, le FLQ diffuse son Manifeste d'avril 1963. Raymond Villeneuve en est un des rédacteurs, avec Denis Lamoureux, Pierre Schneider et Jacques Giroux. Même si aucun média ne le diffuse, le Manifeste reflète les orientations du FLQ en faveur de l'indépendance, certes, mais aussi de la « révolution sociale » qui exprime le socialisme vague des premiers militants.
Cette première vague d’attentats prendra fin en juin 1963, alors que Raymond Villeneuve et 22 autres militants felquistes sont arrêtés à la suite de la dénonciation de Jean-Jacques Lanciault. Leur procès a lieu à l’automne et Villeneuve est condamné à 12 ans de prison pour homicide involontaire (pour avoir fabriqué la bombe responsable de la mort du gardien de sécurité),.
Après quatre ans passés derrière les barreaux, Raymond Villeneuve est libéré sous conditions en 1967. Il poursuit la lutte pour l’indépendance au sein du RIN et devient président des Jeunesses du RIN en avril 1968, avec l’appui de Pierre Bourgault. En octobre, le Mouvement Souveraineté-Association de René Lévesque devient le Parti québécois. Favorable à l’unification des forces indépendantistes, le RIN se dissous, décision que Villeneuve a appuyée (mais qu’il dira regretter plus tard, devant la mollesse du PQ). 
Peu après la fondation du PQ, Raymond Villeneuve part à Cuba avec d’autres camarades. Ils y restent 18 mois, approfondissant leur formation politique mais sans recevoir d’ « entraînement » particulier à la guérilla. En avril 1970, Villeneuve et ses camarades quittent Cuba en direction de l’Europe. Arrivés en Italie, Pierre Charette et Alain Allard sont refoulés vers Cuba alors que Villeneuve et Mario Bachand se rendent à Paris (Bachand sera assassiné à Paris en mars 1971 dans des circonstances mystérieuses).
En partant pour Paris, Villeneuve caressait le projet d’une Délégation du FLQ à Alger. Il participera à sa mise sur pied en décembre 1970 en compagnie de Normand Roy, ancien militant du réseau de Pierre-Paul Geoffroy qui a fréquenté des camps d’entraînement palestiniens en Jordanie[réf. souhaitée]. La Délégation extérieure du FLQ recevra une reconnaissance officielle et une aide financière du Front de libération nationale algérien et durera jusqu’à l’été 1972,. Villeneuve habitera ensuite à Paris et deviendra militant du groupe marxiste-léniniste En lutte ! de Charles Gagnon, un des leaders idéologiques du FLQ.
Après l'arrivée au pouvoir du Parti québécois en 1976, plusieurs militants felquistes exilés amorcèrent un retour au pays dans la perspective d’un référendum à venir sur l’indépendance du Québec. Raymond Villeneuve a été le dernier militant du FLQ à revenir d’exil en novembre 1984, après 16 ans passés à Cuba, en Algérie et en France. Après avoir purgé une peine de 8 mois de prison, il a repris la lutte pour l’indépendance, militant au PQ et au Bloc québécois durant la campagne référendaire de 1995. À la suite de l’échec des indépendantistes le 30 octobre 1995, Villeneuve a fondé le Mouvement de libération nationale du Québec (MLNQ), qui poursuit la lutte indépendantiste sur le terrain en organisant, entre autres, la manifestation du 1er juillet à Québec (boycottée par les partis indépendantistes) afin de dénoncer la présence canadienne au Québec. 
En parallèle à son combat pour l’indépendance, Raymond Villeneuve s’attire les foudres des souverainistes modérés, qui l’accusent d’être nuisible à la cause indépendantiste, et des groupes fédéralistes comme Alliance Québec, qui lui reprochent d’être raciste et antisémite, ce bien que son organisation comporte quelques immigrants[réf. souhaitée]. Au mois d’août 2002, il a été condamné à trois mois de prison avec sursis pour harcèlement et incitation à la violence à l’encontre de Brent Tyler, activiste canadien opposé à la loi 101. 
Il est aussi connu pour ses déclarations dans le magazine culturel Voir, au sujet des attentats terroristes de New York du 11 septembre 2001 et sur l'emploi de la violence dans les conflits de nature politique.

## Citation
« Je suis jaloux beaucoup [de ce qui a été fait à New York]. Ce type d'action-là, on ne pourra jamais faire ça. Mais moi, ce que j'avais pensé, c'était des camions-citernes. Il semble que même Ben Laden y a pensé. Faire sauter des camions-citernes, c'est plus facile que de détourner des avions. Ça peut être à Toronto comme ça peut être dans l'ouest de l'île de Montréal où il y a beaucoup de Canadiens » 
« Ce qu'on peut constater, c'est que les gens au Québec, comme au Canada et aux États-Unis, n'ont pas l'expérience de la guerre. Donc ils réagissent, l'instinct premier, c'est d'avoir peur. Mais, les peuples, en général, s'habituent
à la guerre. Je pense que le peuple québécois s'habituerait à une guerre de libération. S'il y avait beaucoup d'attentats, le monde s'habituerait. »